# Новосёлка (Ивано-Франковская область)
Новосёлка (укр. Новосілка) — село в Тлумачской городской общине Ивано-Франковского района Ивано-Франковской области Украины.
Население по переписи 2001 года составляло 174 человека. Занимает площадь 4,489 км². Почтовый индекс — 78010. Телефонный код — 03479.

## История

### Польское время
Село входило в Мариямпольское имение княгиня Анны Яблоновской. В 1934 году вошла в гмину Нижнев.

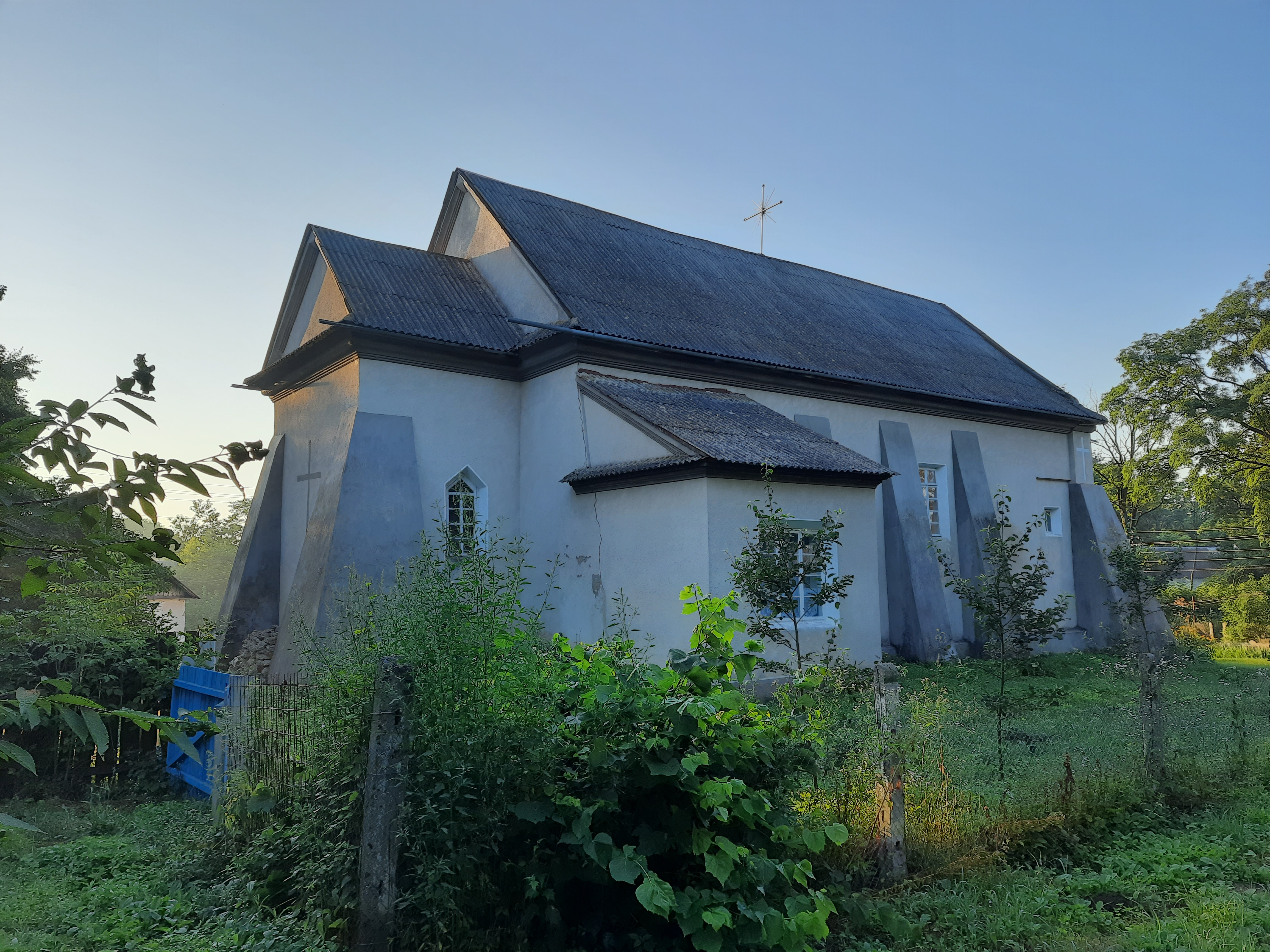

## Памятки
- Костел 1797 г.